# Jean Marais
Jean-Alfred Villain-Marais (phát âm tiếng Pháp: [ʒɑ̃ maʁɛ]; 11 tháng 12 năm 1913 - 8 tháng 11 năm 1998), được biết đến với tên Jean Marais, là một diễn viên, nhà văn, đạo diễn và nhà điêu khắc người Pháp. Ông đã thực hiện hơn 100 bộ phim và là nàng thơ của đạo diễn nổi tiếng Jean Cocteau. Năm 1996, ông được trao huân chương Bắc Đẩu bội tinh cho những đóng góp của ông cho điện ảnh Pháp.

## Sự nghiệp điện ảnh
| Năm  | Phim                                | Vai diễn                              | Đạo diễnD             |
| ---- | ----------------------------------- | ------------------------------------- | --------------------- |
| 1933 | Dans les rues                       | uncredited                            | Victor Trivas         |
| 1933 | L'Épervier                          | uncredited                            | Marcel L'Herbier      |
| 1933 | Étienne                             | uncredited                            | Jean Tarride          |
| 1934 | Le Scandale                         | the liftboy                           | Marcel L'Herbier      |
| 1934 | L'Aventurier                        | the young worker                      | Marcel L'Herbier      |
| 1934 | Le Bonheur                          | uncredited                            | Marcel L'Herbier      |
| 1936 | Les Hommes nouveaux                 | the office clerk                      | Marcel L'Herbier      |
| 1936 | Nuits de feu                        | uncredited                            | Marcel L'Herbier      |
| 1937 | Abus de confiance                   | Marais                                | Henri Decoin          |
| 1937 | Bizarre, Bizarre                    | uncredited                            | Marcel Carné          |
| 1941 | Le Pavillon brûle                   | Daniel                                | Jacques de Baroncelli |
| 1942 | Le Lit à colonnes                   | Rémi Bonvent                          | Roland Tual           |
| 1942 | Carmen                              | Christian-Jaque                       |                       |
| 1943 | L'Éternel retour                    | Patrice                               | Jean Delannoy         |
| 1943 | Voyage sans espoir                  | Alain Ginestier                       | Christian-Jaque       |
| 1945 | Carmen                              | Don José                              | Christian-Jaque       |
| 1946 | Beauty and the Beast                | The Beast / The Prince / Avenant      | Jean Cocteau          |
| 1947 | The Royalists                       | the Marquis de Montauran              | Henri Calef           |
| 1947 | Ruy Blas (fr)                       | Ruy Blas                              | Pierre Billon         |
| 1947 | L'Aigle à deux têtes                | Stanislas                             | Jean Cocteau          |
| 1948 | Aux yeux du souvenir                | Jacques Forester                      | Jean Delannoy         |
| 1948 | Le Secret de Mayerling              | Archduke Rodolphe                     | Jean Delannoy         |
| 1948 | Les Parents terribles               | Michel                                | Jean Cocteau          |
| 1949 | Orphée                              | Orphée                                | Jean Cocteau          |
| 1950 | Le Château de verre                 | Rémy Marsay                           | René Clément          |
| 1950 | Les Miracles n'ont lieu qu'une fois | Jérôme                                | Yves Allégret         |
| 1951 | Nez de cuir                         | Roger de Tainchebraye                 | Yves Allégret         |
| 1952 | L'Amour, Madame                     | cameo appearance                      | Gilles Grangier       |
| 1952 | La Maison du silence                | the former maquis                     | Georg Wilhelm Pabst   |
| 1953 | L'Appel du destin                   | Lorenzo Lombardi                      | Georges Lacombe       |
| 1953 | Les Amants de minuit                | Marcel Dulac                          | Roger Richebé         |
| 1953 | Dortoir des grandes                 | Désiré Marco                          | Henri Decoin          |
| 1953 | Julietta                            | André Landrecourt                     | Marc Allégret         |
| 1954 | The Count of Monte Cristo           | Edmond Dantès / Comte de Monte-Cristo | Robert Vernay         |
| 1954 | Le Guérisseur                       | Dr. Jean Scheffer                     | Yves Ciampi           |
| 1954 | Royal Affairs in Versailles         | Louis XV of France                    | Sacha Guitry          |
| 1955 | Futures vedettes                    | Éric Walter                           | Marc Allégret         |
| 1955 | Napoléon                            | Montholon                             | Sacha Guitry          |
| 1956 | Goubbiah, mon amour                 | Goubbiah                              | Robert Darène         |
| 1956 | Toute la ville accuse               | François Nérac                        | Claude Boissol        |
| 1956 | Elena et les hommes                 | Général François Rollan               | Jean Renoir           |
| 1956 | Si Paris nous était conté           | Francis I of France                   | Sacha Guitry          |
| 1957 | Typhon sur Nagasaki                 | Pierre Marsac                         | Yves Ciampi           |
| 1957 | S.O.S. Noronha                      | Frédéric Coulibaud                    | Georges Rouquier      |
| 1957 | Amour de poche                      | Jérôme Nordman                        | Pierre Kast           |
| 1957 | La Vie à deux                       | Teddy Brooks                          | Clément Duhour        |
| 1957 | Le Notti bianche                    | the tenant                            | Luchino Visconti      |
| 1957 | La Tour, prends garde !             | Henri La Tour                         | Georges Lampin        |
| 1958 | Chaque jour a son secret            | Xavier Lezcano                        | Claude Boissol        |
| 1959 | Le Bossu                            | Henri de Lagardère                    | André Hunebelle       |
| 1959 | Le Testament d'Orphée               | Oedipe (uncredited)                   | Jean Cocteau          |
| 1960 | Austerlitz                          | Lazare Carnot                         | Abel Gance            |
| 1960 | Le Capitan                          | François de Capestan                  | André Hunebelle       |
| 1961 | La Princesse de Clèves              | Le Prince de Clèves                   | Jean Delannoy         |
| 1961 | Captain Fracasse                    | Capitaine Fracasse                    | Pierre Gaspard-Huit   |
| 1961 | Le Miracle des loups                | Robert de Neuville                    | André Hunebelle       |
| 1961 | Napoléon II l'Aiglon                | Montholon                             | Claude Boissol        |
| 1961 | L'Enlèvement des Sabines            | Mars                                  | Richard Pottier       |
| 1962 | Ponce Pilate                        | Pontius Pilate                        | Gian Paolo Callegari  |
| 1962 | Le Masque de fer                    | d'Artagnan                            | Henri Decoin          |
| 1962 | The Mysteries of Paris              | Rodolphe de Sambreuil                 | André Hunebelle       |
| 1963 | L'honorable Stanislas, agent secret | Stanislas Evariste Dubois             | Jean-Charles Dudrumet |
| 1964 | Patate                              | Noël Carradine                        | Robert Thomas         |
| 1964 | Fantômas                            | Fantômas/Fandor                       | André Hunebelle       |
| 1964 | Thomas l'imposteur                  | Narrator (voice)                      | Georges Franju        |
| 1965 | Le gentleman de Cocody              | Jean-Luc Hervé de la Tommeraye        | Christian-Jaque       |
| 1965 | Pleins feux sur Stanislas           | Stanislas Evariste Dubois             | Jean-Charles Dudrumet |
| 1965 | Train d'enfer                       | Antoine Donadieu                      | Gilles Grangier       |
| 1965 | Fantômas se déchaîne                | Fantômas/Fandor                       | André Hunebelle       |
| 1965 | Le Saint prend l'affût              | Simon Templar                         | Christian-Jaque       |
| 1966 | Sept hommes et une garce            | Dorgeval                              | Bernard Borderie      |
| 1966 | Fantômas contre Scotland Yard       | Fantômas/Fandor                       | André Hunebelle       |
| 1969 | Le Paria                            | Manu                                  | Claude Carliez        |
| 1970 | La Provocation                      | Christian                             | André Charpak         |
| 1970 | Le Jouet criminel                   | the nameless protagonist              | Adolfo Arrieta        |
| 1970 | Peau d'âne                          | "The first King"                      | Jacques Demy          |
| 1973 | Joseph Balsamo (fr) (TV miniseries) | Alessandro Cagliostro                 | André Hunebelle       |
| 1976 | Vaincre à Olympie (TV)              | Menesthée                             | Michel Subiela        |
| 1976 | Chantons sous l'Occupation          | as himself                            | André Halimi          |
| 1980 | Les Parents terribles               | Georges                               | Yves-André Hubert     |
| 1982 | Cher menteur (TV)                   | George Bernard Shaw                   | Alexandre Tarta       |
| 1985 | Parking                             | Hades                                 | Jacques Demy          |
| 1986 | Lien de parenté                     | Victor Blaise                         | Willy Rameau          |
| 1992 | Les Enfants du naufrageur           | Marc-Antoine                          | Jérôme Foulon         |
| 1995 | Les Misérables                      | Monseigneur Myriel                    | Claude Lelouch        |
| 1996 | Stealing Beauty                     | Monsieur Guillaume                    | Bernardo Bertolucci   |
| 1997 | Milice, film noir                   | as himself                            | Alain Ferrari         |
| 1999 | Luchino Visconti                    | as himself                            | Carlo Lizzani         |